# Marcin Śmiałek
Marcin Śmiałek (ur. 17 grudnia 1971 w Dąbrowie Górniczej) – polski piłkarz, występujący na pozycji pomocnika i napastnika.

## Życiorys
Wychowanek Zagłębia Sosnowiec. W 1989 roku został przesunięty do pierwszej drużyny. W I lidze zadebiutował 30 maja 1990 roku w przegranym 0:3 meczu ze Śląskiem Wrocław. W 1991 roku grał w Gwardii Warszawa, po czym wrócił do Zagłębia Sosnowiec. W sezonie 1991/1992 spadł z klubem do II ligi. W drugiej połowie 1993 roku występował w CKS Czeladź, po czym wyjechał do Niemiec, gdzie grał w FC Remscheid. W klubie tym grał do 1998 roku. Po zakończeniu kariery zawodniczej był kierownikiem drużyny seniorów Sarmacji Będzin, a także trenerem w klubach MOS Będzin i Salos Dąbrowa Górnicza.

## Statystyki ligowe
| Sezon         | Klub               | Liga         | Mecze | Gole |
| ------------- | ------------------ | ------------ | ----- | ---- |
| 1989/1990     | Zagłębie Sosnowiec | I liga       | 1     | 0    |
| 1990/1991 (j) | Zagłębie Sosnowiec | I liga       | 5     | 0    |
| 1990/1991 (w) | Gwardia Warszawa   | II liga      | 6     | 2    |
| 1991/1992 (j) | Gwardia Warszawa   | II liga      | 10    | 1    |
| 1991/1992 (w) | Zagłębie Sosnowiec | I liga       | 14    | 0    |
| 1992/1993     | Zagłębie Sosnowiec | II liga      | 31    | 8    |
| 1993/1994 (j) | CKS Czeladź        | III liga     | 17    | 0    |
| 1996/1997     | FC Remscheid       | Regionalliga | 33    | 0    |
| 1997/1998     | FC Remscheid       | Regionalliga | 6     | 0    |